# Тонга (народ Замбии и Зимбабве)
Тонга (батонга, тонка, батонка) — народ группы банту, проживающий в южной провинции Замбии по границе с Зимбабве. Говорят на языке читонга. Археологические свидетельства доказывают, что тонга населяют Южную провинцию Замбии по меньшей мере 900 лет. В основном придерживаются традиционных верований, есть христиане. Народ тонга составляет примерно 8 % от общей численности населения Замбии.

## Основные занятия
В долине Замбези очень суровый, жаркий и засушливый климат, сезон дождей составляет около 3 месяцев в году (с конца декабря до начала марта). Несмотря на плохие климатические условия тонга занимаются земледелием, главной культурой является кукуруза. Также занимаются скотоводством, рыболовством и собирательством, традиционно занимались охотой, но на данный момент это стало невозможным из-за деятельности браконьеров.
Развиты изготовление деревянной мебели, утвари, музыкальных инструментов, роспись домов.

## Культура
У тонга, как и у многих других народов Африки, существует традиция устного пересказа истории и фольклора. В целом тонга можно охарактеризовать как разъединённый народ. У них никогда не было организованного правительства. Также они не воинственны и никогда не имели организованной армии. Культура тонга связана с магией, культом предков и другими оккультными практиками. Это составляет большую часть традиций тонга. Проводятся церемонии инициации для мальчиков и девочек. Традиционно девушки имеют право на брак с 14—15 лет. Практикуется традиция выкупа женихом невесты. Выкупом может быть какое-то имущество («lubono» на языке тонга), которое жених отдаёт родственникам невесты перед вступлением в брак. Обычно такое действие означает знак признательности к родителям девушки. Это накладывает определённую финансовую нагрузку на мужа, который может на протяжении нескольких лет выплачивать «лоболу». Практикуется полигамия (в наши дни изживает себя).
Во время похорон люди народа тонга проявляют свои чувства через плач, пение, танцы и барабанный бой. Мужчины должны сидеть снаружи дома покойного, а женщины внутри. Проводятся обряды, чтобы убедиться, что дух умершего счастлив и обрёл покой.

### Проживание
Живут деревенскими общинами, традиционно социальная и имущественная дифференциация выражена слабо. Строительство плотины Кариба на реке Миддл-Замбези в конце 1950-х годов, организованное колониальным правительством при поддержке Всемирного банка, привело к принудительному переселению одной из групп народа тонга.
Традиционное жилище народа тонга — это круглая хижина с конической крышей и навесом. Деревни состоят из 20—30 хижин, образующих окружность или овал.
Традиционная одежда: мужская одежда — кожаные передники, женская — набедренные повязки или юбки из множества ниток разноцветных бус, браслеты, кольца, серьги, бусы из медной проволоки и слоновой кости.
Основные продукты питания составляют — густая кукурузная каша, из напитков — кислое молоко, квас (сибванту), кукурузное или просяное пиво.

## Религия
В народе тонга существует так называемый культ muzimu. Считается, что в момент смерти каждый человек оставляет свою тень или дух — muzimu. Muzimu существует как бы между миром духов и миром людей.
Многие тонга были обращены в христианство во время миссионерской деятельности европейцев. Миссионеры требовали от тонга и других народов отказаться от традиционных верований и таких практик, как полигамия, культ предков и колдовство. В наше время в народе тонга сохранились как приверженцы традиционных верований, так и христиане. Из-за недостатка грамотности и образования многие христианские учения были не до конца поняты и смешивались с традиционными учениями народа тонга (культ предков и природы).